# Faded (앨런 워커의 노래)
《Faded》는 노르웨이의 음악 프로듀서인 앨런 워커의 노래이다. 2014년에 나온 싱글인 "Fade"의 멜로디에 이셀린 솔헤임의 보컬을 더해 만든 리메이크 버전이며 2015년 12월 3일에 출시되어 엄청난 히트를 치게 되었고, 그 결과 빌보드에서 1위를 하게 되었다. 2021년 9월 22일 기준으로 조회수가 31억을 찍었다. 원래는 2015년 11월 25일에 출시될 예정이었지만 예정보다 일주일 더 후인 2015년 12월 3일에 출시되었다.

## 제작 배경
원래 NCS에서 출시된 "Fade"를 리믹스한 곡이다. Ahrix라는 음악 프로듀서에게 영감을 받아 "Fade"를 제작하였으며 그 후 한 팬에게 "Fade"의 리메이크 버전을 만들어보는게 어떻겠냐고 추천을 받아서 K-391의 음악 스타일에 영감을 받아 "Faded"를 제작했다. 처음에는 피아노로 멜로디를 만들었으며 그 후에는 쉽게 완성할 수 있었다고 한다.

## 곡 목록
| - Digital – Single 1. "Faded" – 3:32 2. "Faded" (Instrumental) – 3:35 - Digital – EP 1. "Faded" – 3:32 2. "Faded" (Instrumental) – 3:34 3. "Faded" (Restrung) – 3:37 4. "Faded" (Piano Version) – 3:35 - Digital – Restrung 1. "Faded" (Restrung) – 3:37 - Digital – Remixes EP 1. "Faded" (Tiesto's Deep House Remix) – 4:29 2. "Faded" (Dash Berlin Remix) – 3:35 3. "Faded" (Tungevaag & Raaban Remix) – 4:11 4. "Faded" (Y&V Remix) – 4:33 5. "Faded" (Tiesto's Northern Lights Remix) – 4:10 6. "Faded" (Luke Christopher Remix) – 3:26 - Digital – Remixes 1. "Faded" (Tiesto's Deep House Remix) – 4:29 2. "Faded" (Slushii Remix) – 3:31 3. "Faded" (Young Bombs Remix) – 3:23 4. "Faded" (Dash Berlin Remix) – 3:35 5. "Faded" (Tungevaag & Raaban Remix) – 4:11 6. "Faded" (Y&V Remix) – 4:33 7. "Faded" (Tiesto's Northern Lights Remix) – 4:10 8. "Faded" (Luke Christopher Remix) – 3:26 | - CD single 1. "Faded" – 3:32 2. "Faded" (Instrumental) – 3:34 3. "Faded" (Restrung) – 3:37 4. "Faded" (Tiësto's Deep House Remix) – 4:29 5. "Faded" (Tiёsto's Northern Lights Remix) – 4:10 - 7-inch A-side 1. "Faded" – 3:32 B-side 1. "Faded" (Instrumental) – 2. "Faded" (Restrung) – 3:37 - Digital – Remixes II 1. "Faded" (Slushii Remix) – 3:31 2. "Faded" (Young Bombs Remix) – 3:22 - Digital – Lost Stories Remix 1. "Faded" (Lost Stories Remix) – 3:31 - CD – EP (Japan) 1. "Faded" – 3:32 2. "Alone" – 3:34 3. "Tired" – 3:37 4. "The Spectre" – 3:11 5. "Sing Me to Sleep" – 3:11 6. "Routine" – 2:48 7. "Faded" (Tiёsto's Northern Lights Remix) – 4:10 |

## 뮤직비디오
2015년 12월 3일 유튜브에 업로드되었고, 에스토니아의 탈린에서 촬영하였다. 배우는 Shahab Salehi이며, 감독은 Rikkard와 Tobias Hänggbom이 맡았으며 영상 제작은 Bror Bror가 하였다. 현재(2021.04.30 기준) 영상의 조회수는 약 30억이다.

## 같이 보기
- 유튜브 최다 조회수 영상 목록